# The Tragedy of Whispering Creek
The Tragedy of Whispering Creek (o The Mystery of Whispering Creek) è un cortometraggio muto del 1914 diretto da Allan Dwan.

## Produzione
Il film fu prodotto dalla 101-Bison (Bison Motion Pictures).

## Distribuzione
Distribuito dall'Universal Film Manufacturing Company, il film - un cortometraggio in due bobine - uscì nelle sale cinematografiche USA il 2 maggio 1914.
Copia della pellicola viene conservata negli archivi della Deutsche Kinematek.